# Schlacht vom Köse Dağ
Die Schlacht vom Köse Dağ fand am 26. Juni 1243 in der heutigen türkischen Provinz Sivas in Anatolien zwischen den Mongolen und dem seldschukischen Sultanat von Rum statt und endete mit einem klaren Sieg für die Mongolen unter ihrem Führer Baiju. Die unmittelbare Folge war der Niedergang des Sultanats von Rum und die Herrschaft der Mongolen über den größten Teil Anatoliens.

## Vorgeschichte
Schon zur Herrschaftszeit von Ala ad-Din Kai Kobad I. standen die Mongolen vor Anatolien. Doch erst nach dessen Tod und der Thronbesteigung von Kai Chosrau II. sahen die Mongolen ihre Gelegenheit zu einer Eroberung gekommen. Zum Führer der Mongolen wurde Baiju, der mit Feldzügen nach Anatolien begann. Ihm zur Seite standen georgische und armenische Kräfte. Zu diesem Zeitpunkt ereignete sich im Sultanat der Babai-Aufstand, welcher zwar niedergeschlagen werden konnte, das Reich aber nachhaltig schwächte. Den Mongolen gelang es 1242 den Seldschuken das später osttürkische Erzurum zu entreißen. Da sich die christlichen und muslimischen Einwohner der Stadt geweigert hatten sich zu ergeben, wurden sie nach der Eroberung alle getötet. Als diese Nachricht beim Sultan eintraf, hob Kai Chosrau II. ein 80.000 Mann starkes Heer aus und erwartete den Feind in Sivas. Das Kaiserreich Trapezunt und georgische Adelige, die wegen der Mongoleninvasion ihr Land verlassen hatten, schlossen sich ihm an. Im Folgejahr kam es zur Entscheidungsschlacht zwischen Rumseldschuken und Mongolen.

## Schlacht
Im Frühjahr des Jahres 1243 kehrte Bayju zurück und die Mongolen marschierten auf Sivas zu. Kai Chosrau II. beriet sich mit seinen Generälen. Obwohl jene zum Verbleib in Sivas rieten, da dieses gegen die Mongolen zu halten gewesen wäre, zog der Sultan mit seinem Heer aus der Stadt und schlug sein Feldlager 80 km östlich von Sivas in der Nähe des Köse Dağ auf. Sein Lager befand sich auf einem gesicherten Platz zwischen den Bergen. Wieder gegen den Rat seiner Generäle befahl der militärisch unerfahrene Sultan, nicht im Lager auf den Feind zu warten, sondern ihm entgegenzureiten.
Im Glauben an einen sicheren Sieg marschierte der Sultan mit seinem Heer. Als die seldschukische Vorhut auf die Mongolen traf, täuschten diese einen Rückzug vor. Als die Vorhut den vermeintlich Flüchtenden folgte, wurde sie vom plötzlichen Angriff der Mongolen überrascht und völlig aufgerieben. Dies bewog den Sultan, die ganze Schlacht verloren zu geben. Aus Angst, er könne in die Hände des Feindes fallen, floh er zunächst nach Tokat und schließlich weiter nach Konya und Antalya. Weil sie sich von ihrem Anführer verlassen sahen, trat auch das Heer der Seldschuken die Flucht an, ohne dabei das Feldlager zu räumen.

## Taktik
Der Militärhistoriker David Nicolle weist auf die Bedeutung der von den Seldschuken gewählten bzw. der durch ihre bunte Allianz notwendig gewordenen Taktik hin:

„Für Militärhistoriker ist besonders interessant, daß Kayhusraws Truppen auf fast europäische Art kämpften, da sie sich zu großen Teilen auf von Infanterie begleitete, schwer gepanzerte Reiter stützten und zahlreiche westeuropäische Söldner sowie Männer aus den… Kreuzfahrerstaaten Syriens in ihren Reihen hatten. Die Mongolen verließen sich dagegen auf berittene Bogenschützen, die gleiche Taktik, welche die Vorfahren der Seldschuken 200 Jahre zuvor erfolgreich angewandt hatten.“

## Folgen
Nach ihrem Sieg stand den Mongolen Anatolien offen. Größere Städte wie Erzincan, Sivas und Kayseri wurden geplündert und viele ihrer Einwohner getötet. Der Wesir des Sultans, Mühezzibüddin Ali, trat in Verhandlungen mit den Mongolen und konnte sie dazu bewegen, nicht weiter nach Westen vorzudringen; Der Sieg der Mongolen über die Seldschuken veränderte die politische Landkarte Kleinasiens nachhaltig und bedeutete das Ende des selbständigen rumseldschukischen Staates. Zunächst hatte der geschlagene Sultan noch versucht ein Bündnis mit Johannes III. gegen den gemeinsamen Feind zu schließen, doch er starb 1246 als Vasall der Mongolen. Diese zogen sich gegen hohe Tributzahlungen der Seldschuken aus Anatolien zurück. Mit dem Niedergang des starken Sultanats von Rum, das nominell noch bis 1307 bestand, begann 1299 der Aufstieg der Osmanen.
Die Niederlage der Osmanen gegen die Timuriden in der Schlacht bei Ankara (1402) erinnerte u. a. wegen ihrer ähnlichen taktischen Vorzeichen an jene von Köse Dag.